# Maicao
Maicao est une municipalité située dans le département de La Guajira en Colombie, près de la frontière avec le Venezuela.
Maicao abrite la mosquée Omar Ibn Al-Jattab, l'une des rares mosquées colombiennes.

## Lieux et monuments
- L'église San José de Maicao
- La place Simon Bolivar
- La mosquée Omar Ibn Al-Jattab